# Сборная России по крикету
Сборная России по крикету — национальная спортивная сборная, представляющая Россию на международных соревнованиях по крикету. С 28 июня 2012 года является полноправным национальным членом Международного совета по крикету. Капитаном команды является Ашвани Чопра, президентом Объединённой лиги крикета России — Сергей Курченко.
В апреле 2018 года Международный совет крикета постановил, что начиная с 1 января 2019 года матчи между сборными-членами ICC, проводимые в формате Twenty20, будут иметь официальный международный статус, что распространяется и на Россию.

## История крикета в России
Крикет появился в Российской империи в 1870-е годы благодаря англичанам, регулярно посещавшим Санкт-Петербург. В 1875 году состоялся первый матч между британскими жителями Санкт-Петербурга и экипажем яхты принца Уэльского «Осборн». С 1880 года в городе ежегодно начали проводиться матчи с английскими дипломатами и предпринимателями. К 1895 году в Санкт-Петербурге насчитывалось уже 4 крикетных клуба. После Октябрьской революции пришедшие к власти большевики закрыли все клубы по крикету, посчитав «буржуйскую» игру позорной для рабочего класса, и, после того, как британцы покинули Ленинград, матчи по крикету прекратились. Только в 1990-е годы начались разговоры о возрождении этого экзотического для России вида спорта.
В 2004 индусы Мокханджит Сингх Арора, Ашвани Чопра (позже ставший капитаном российской команды), Винит Арора, Маниш Рана и Шакил Самар основали Объединённую лигу крикета России. На данный момент она является единственной российской организацией, осуществляющей контроль и управление крикетом. В 2007 году российская сборная провела свой первый домашний матч на бейсбольном стадионе МГУ против валлийского клуба «Кармел энд Дистрикт». С июля 2008 года Россия участвует в европейских турнирах упрощённой версии крикета «Твенти20». В сентябре 2011 года Ашвани Чопра объявил о начале набора студентов в крикетную академию, которая была открыта в марте 2012 года в Москве. А 28 июня Международный совет по крикету на своей недавно завершившейся ежегодной конференции в Куала-Лумпуре объявил Россию в качестве своего нового партнера.
Основные этапы спортивной деятельности сборной России по крикету:
- 2008 год — команда участвовала в первом турнире по европейскому Twenty20 в северной части Уэльса (Великобритания), где проиграла все матчи. В этом же году сборная России победила в Кубке шести наций по Twenty20 в Чехии.
- 2009 год — команда вышла в полуфинал Европейского t-20, проходившего в северной части Уэльса (Великобритания).
- 2010 год — команда дошла до финала турнира по европейскому Twenty20 в Македонии.
- 2012 год — команда участвовала в турнире по европейском Twenty20 в Болгарии и заняла шестое место из 12 команд. Главной особенностью этого соревнования стало участие в составе российской сборной лишь коренных россиян.

2013 год ознаменовал новый период развития российского крикета: была сформирована Федерация крикета России с 44 отделениями в регионах, а главным тренером национальной команды был назначен южноафриканец Ник Бритц, под руководством которого сборная заняла третье место на Международном турнире по крикету на Мальте. В этом же году в Москве на территории Карачаровского механического завода было построено новое поле для крикета. В августе в рамках выездного тура Россию посетила команда крикетного клуба «Крэнгоуэр» — одного из старейших клубов Гонконга, основанного в 1894 году. В ходе турнира было сыграно три матча по 35 оверов с российскими командами «Москвич», «Крикет России» и «Остальная Россия». В первых двух играх победу одержали россияне. Все матчи проходили на новом крикетном стадионе «Карачарово».
К 2024 году планировалось возвращение крикета в программу Олимпийских игр, и сборная России собиралась принять участие в этих соревнованиях. При этом 18 июля 2019 года Министерство спорта России исключило крикет из признанных в России видов спорта в связи с недостаточным количеством региональных отделений (20 имеющихся при 48 необходимых). В июне 2022 года планировалось, что Международный совет крикета одобрит членство федераций из России и Украины, но после начала войны в Украине этот вопрос в отношении России был снят с повестки. В октябре 2023 года крикет был включён в программу Олимпийских игр 2028 года, но Россия не будет иметь возможность отобраться на эти Игры.

## Состав сборной

### 2013 год
По плану Ашвани Чопра в сборной скоро будет введено правило, согласно которому хотя бы один уроженец Российской Федерации должен будет присутствовать в основном составе команды (это правило касается и российских клубов). В сборную России в 2013 году были заявлены следующие игроки:
- Ашвани Чопра (капитан команды) (Боулер и бэтсмэн-правша)
- Богатырев Александр Сергеевич (Бэтсмэн-левша и среднебыстрый боулер-правша)
- Александр Есин (Бэтсмэн-правша)
- Щепило Андрей Александрович (Кипер и бэтсмэн)
- Сакиб Шейх (Бэтсмэн-правша и среднебыстрый боулер)
- Богатырев Андрей Сергеевич (Среднебыстрый боулер-правша)
- Васильев Алексей (Кипер и бэтсмэн-левша)
- Сарбуков Егор Александрович (Бэтсмэн-левша)
- Акишев Павел Александрович (Среднескоростной боулер-правша)
- Ашок Чодхари (Бэтсмэн-правша)
- Атул Тиаги (Бэтсмэн-правша)
- Кочнов Василий (Среднескоростной боулер-правша)
- Кочнов Георгий (Кипер и бэтсмэн)
- Абижат Саваркар (Кипер и бэтсмэн)
- Васильев Александр (Кипер и бэтсмэн-левша)
- Калил Ракхман (Универсал)
- Алексей Страхов (Бэтсмэн-левша)
- Виктор Сухотин (Официальный скорер)
- Зишан Куреши (Универсал)

### 2014 год
- Тренер: Ник Бриц
- Официальный скорер: Виктор Сухотин